# 下関市職員信用組合

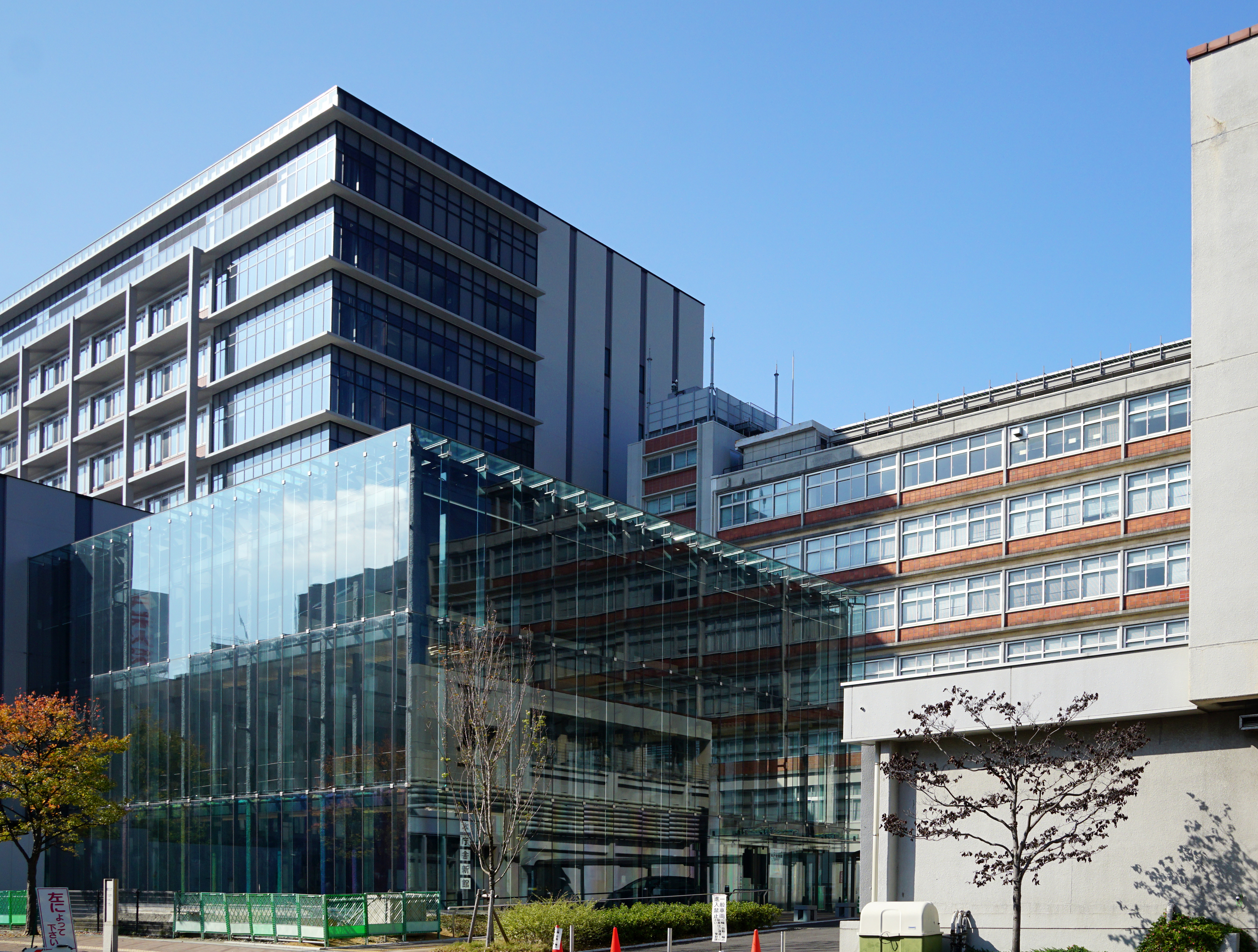
庁舎内に同信組の本店を置く、下関市役所庁舎

下関市職員信用組合（しものせきししょくいんしんようくみあい）はかつて2009年10月まで存在し、山口県下関市に本店を置いていた信用組合。
下関市職員と市の外郭団体等の職員を対象とした職域の信用組合であり、店舗も市役所庁舎内の本店1店舗しかない。預金残高も全国164組合中160位と下位に位置する。
2009年10月13日に、当組合と岩国信用金庫が西中国信用金庫に合併されたことにより、約半世紀の歴史に幕を下ろした。

## 沿革
- 1959年11月 - 設立。
- 2008年11月14日 - 地場信用金庫の西中国信用金庫（下関市）および岩国信用金庫（岩国市）と対等合併し、新たな信用金庫に移行することで基本合意したことを発表[1]。合併予定日は2009年10月13日で、西中国信用金庫が存続金庫となり、本店も現在の西中国信用金庫本店に移る予定。
- 2009年10月13日 - 当組合と岩国信用金庫が西中国信用金庫に合併され、解散（これにより、山口県内に本店を置く信用組合は山口県信用組合のみとなった）。